# Lijst van voetbalinterlands Argentinië - El Salvador (vrouwen)
Deze lijst van voetbalinterlands is een overzicht van alle officiële voetbalinterlands tussen de nationale vrouwenteams van Argentinië en El Salvador. De landen hebben tot nu toe één keer tegen elkaar gespeeld. 

## Wedstrijden
| № | Plaats         | Datum       | Competitie        | Wedstrijd                | Uitslag |
| - | -------------- | ----------- | ----------------- | ------------------------ | ------- |
| 1 | Guatemala-Stad | 22 mei 2000 | Vriendschappelijk | Argentinië − El Salvador | 6 − 0   |

## Samenvatting
| Competitie        | Totaal gespeeld | Winst Argentinië | Gelijk | Winst El Salvador | Doelsaldo Argentinië – El Salvador |
| ----------------- | --------------- | ---------------- | ------ | ----------------- | ---------------------------------- |
| Vriendschappelijk | 1               | 1                | 0      | 0                 | 6 − 0                              |
| Totaal            | 1               | 1                | 0      | 0                 | 6 − 0                              |